# Super Bowl LII
Super Bowl LII je bio završna utakmica 98. po redu sezone nacionalne lige američkog nogometa. U njoj su se sastali pobjednici AFC konferencije New England Patriotsi i pobjednici NFC konferencije Philadelphia Eaglesi. Pobijedili su Eaglesi rezultatom 41:33, kojima je to bio prvi osvojeni naslov u eri Super Bowla, a četvrti ukupno u povijesti NFL-a.
Utakmica je odigrana na U.S. Bank Stadiumu u Minneapolisu u Minnesoti, kojem je to bilo drugo domaćinstvo Super Bowla (nakon Super Bowla XXVI 1992. godine).

## Tijek utakmice
| Četvrtina | Vrijeme | Momčad | Informacija o promjeni rezultata                                                       | Rezultat | Rezultat |
| Četvrtina | Vrijeme | Momčad | Informacija o promjeni rezultata                                                       | Patriots | Eagles   |
| --------- | ------- | ------ | -------------------------------------------------------------------------------------- | -------- | -------- |
| 1         | 7:55    | PHI    | field goal (Elliott)                                                                   | 0        | 3        |
| 1         | 4:17    | NE     | field goal (Gostkowski)                                                                | 3        | 3        |
| 1         | 2:34    | PHI    | touchdown dodavanjem (Foles-Jeffrey), promašen pokušaj za dodatni poen                 | 3        | 9        |
| 2         | 8:48    | PHI    | touchdown probijanjem (Blount), promašen pokušaj za dva dodatna poena                  | 3        | 15       |
| 2         | 7:24    | NE     | field goal (Gostkowski)                                                                | 6        | 15       |
| 2         | 2:04    | NE     | touchdown probijanjem (White), promašen pokušaj za dodatni poen                        | 12       | 15       |
| 2         | 0:34    | PHI    | touchdown dodavanjem (Burton-Foles), uspješan pokušaj za dodatni poen (Elliott)        | 12       | 22       |
| 3         | 12:15   | NE     | touchdown dodavanjem (Brady-Gronkowski), uspješan pokušaj za dodatni poen (Gostkowski) | 19       | 22       |
| 3         | 7:18    | PHI    | touchdown dodavanjem (Foles-Clement), uspješan pokušaj za dodatni poen (Elliott)       | 19       | 29       |
| 3         | 3:23    | NE     | touchdown dodavanjem (Brady-Hogan), uspješan pokušaj za dodatni poen (Gostkowski)      | 26       | 29       |
| 4         | 14:09   | PHI    | field goal (Elliott)                                                                   | 26       | 32       |
| 4         | 9:22    | NE     | touchdown dodavanjem (Brady-Gronkowski), uspješan pokušaj za dodatni poen (Gostkowski) | 33       | 32       |
| 4         | 2:21    | PHI    | touchdown dodavanjem (Foles-Jeffrey), promašen pokušaj za dva dodatna poena            | 33       | 38       |
| 4         | 1:05    | PHI    | field goal (Elliott)                                                                   | 33       | 41       |

## Statistika utakmice

### Statistika po momčadima
| Statistika                                                      | Philadelphia Eagles | New England Patriots |
| --------------------------------------------------------------- | ------------------- | -------------------- |
| Prvih pokušaja                                                  | 25                  | 29                   |
| Ukupno osvojenih jardi                                          | 538                 | 613                  |
| Broj napada probijanjem                                         | 27                  | 22                   |
| Ukupno jardi osvojenih probijanjem                              | 164                 | 113                  |
| Broj napada s kompletiranim dodavanjem/ukupno napada dodavanjem | 29/44               | 28/49                |
| Ukupno jardi osvojenih dodavanjem                               | 374                 | 500                  |
| Izgubljenih lopti                                               | 1                   | 1                    |
| Prekršaji (izgubljenih jardi)                                   | 6 (35)              | 1 (5)                |
| Vrijeme posjeda lopte (min:s)                                   | 34:04               | 25:56                |

### Statistika po igračima
| Quarterback      | Dodavanja* | Yds** | TD*** | Int**** |
| ---------------- | ---------- | ----- | ----- | ------- |
| Tom Brady (NE)   | 28/48      | 505   | 3     | 0       |
| Nick Foles (PHI) | 28/43      | 373   | 3     | 1       |

Napomena: * - broj kompletiranih dodavanja/ukupno dodavanja, ** - ukupno jardi dodavanja, *** - broj touchdownova (polaganja), **** - broj izgubljenih lopti